# Jordi Soler
Jordi Soler Esperalba (Mataró, 21 marzo 1969) è un ex cestista spagnolo.

## Palmarès

### Competizioni nazionali
- Campionato spagnolo: 3

Barcellona: 1986-87, 1987-88, 1988-89
- Copa del Rey: 2

Barcellona: 1987, 1988
- Supercoppa spagnola: 1

Barcellona: 1987
- Copa Príncipe de Asturias: 1

Barcellona: 1988

### Competizioni internazionali
- Coppa delle Coppe: 1

Barcellona: 1985-86
- Coppa Korać: 1

Barcellona: 1986-87